# Hôtel Richer de la Jousserie
L'hôtel Richer de la Jousserie est un monument situé dans la commune française du Mans dans le département de la Sarthe et la région Pays de la Loire.

## Historique
Le siècle de la campagne principale de construction est le XVIIe siècle, des décors de plafonds peints vers 1630 sont conservés dans les salles anciennes. Il fut transformé au milieu du XVIIIe siècle et ensuite à l'époque contemporaine.
L'ensemble des plafonds est inscrit au titre des monuments historiques par arrêté du 11 juillet 2002.